# Alcindo Martha de Freitas
Alcindo Martha de Freitas, detto Alcindo (Sapucaia do Sul, 31 marzo 1945 – Porto Alegre, 27 agosto 2016), è stato un calciatore brasiliano, di ruolo attaccante.

## Caratteristiche tecniche
Giocava originariamente come centrocampista offensivo; divenne poi un prolifico centravanti, che faceva dell'opportunismo la propria miglior qualità.

## Carriera

### Club
Dopo la prima annata da professionista al Rio Grande, nel 1964 si trasferì al Grêmio di Porto Alegre, una delle principali squadre dello Stato del Rio Grande do Sul. Con il club centrò un pentacampionato statale, vincendo i titoli dal 1964 al 1968 consecutivamente; nel 1965 e nello stesso 1968 fu anche miglior marcatore, rispettivamente con ventuno e dodici gol. Il successo del Grêmio a livello locale gli permise di essere convocato in Nazionale, e, nel 1971, di giocare il primo campionato nazionale brasiliano. Nello stesso anno Alcindo lasciò il club per accasarsi al Santos; le sue 264 marcature con la maglia del Grêmio lo rendono il miglior marcatore della storia della società. Con la squadra di Santos Alcindo giocò per tre stagioni, assommando quattordici presenze nel campionato brasiliano e una vittoria nel Campionato Paulista del 1973. Avendo ricevuto l'offerta del Jalisco, squadra messicana, l'attaccante si trasferì nell'agosto del 1973 in Centroamerica per disputare quattro stagioni, di cui una con il Jalisco e tre con l'América di Città del Messico; con quest'ultima società, vinse il campionato messicano 1975-1976. Con il Jalisco debuttò l'8 agosto 1973, segnando una rete da 40 metri contro il Torreón. Tornò poi al Grêmio, giocando un ultimo incontro nel campionato nazionale il 18 dicembre 1977 contro il Santa Cruz. Passato al Francana, vi si ritirò nel 1979.

### Nazionale
Fu chiamato in Nazionale nel 1966 da Vicente Feola, che creò una lista di quarantasette possibili convocati per Inghilterra 1966, da selezionare tramite una serie di amichevoli. Di queste, ne disputò quattro tutte nel giugno 1966, contro Polonia, Perù e per due volte Cecoslovacchia. Incluso nella lista definitiva dei ventidue, partì titolare contro la Bulgaria, giocando anche nella successiva partita contro l'Ungheria. Nel 1967 chiuse la carriera in Nazionale dopo la Copa Rio Branco.

## Palmarès

### Club

#### Competizioni nazionali
- Campionato Gaúcho: 6

Grêmio: 1964, 1965, 1966, 1967, 1968, 1977
- Campionato paulista: 1

Santos: 1973
- Campionato messicano: 1

América: 1975-1976

### Individuale
- Capocannoniere del Campionato Gaúcho: 3

1965 (21 gol), 1968 (12 gol), 1976 (17 gol)